# Le Diable blanc (film, 1930)
Pour plus de détails, voir Fiche technique et Distribution.
Le Diable blanc (Der weiße Teufel) est un film allemand réalisé par Alexandre Volkoff, sorti en 1930.
Il s'agit d'une adaptation du récit Hadji-Mourat de Léon Tolstoï.

## Synopsis
Fin 1851, à la frontière sud de l'Empire russe. Les populations des montagnes du Caucase défendent farouchement leur indépendance contre les troupes du tsar Nicolas Ier. Les villageois font reposer tout leur espoir en la personne de Hadji Murad, surnommé "le Diable blanc". La jolie danseuse Saira a jeté un œil sur le beau Caucasien au grand dam de son oncle Chamil, un chef de la population locale. Il injurie Hadji Murad, mais avant que les deux hommes en viennent aux mains, le village est envahi par des soldats russes. Beaucoup d'hommes et de femmes sont enlevés par les envahisseurs, y compris Saira. Chamil exhorte les siens de combattre les Russes. Le prince Vorontsov, commandant de l'armée russe, envoie ses soldats pour combattre contre Schamil et les habitants. Hadji Murad et ses cavaliers surprennent l'ennemi lors de la chute d'un rocher et font beaucoup de prisonniers. Quand Murad revient au village avec ses hommes, il qualifie Chamil de traître parce qu'il les a tués sur place. Ils se battent, Hadji Murad, isolé, s'enfuit, accompagné par une poignée de ses plus proches partisans.
Quand Murad apprend que Chamil a fait prisonnier son fils adolescent Jussuff, le Diable blanc est profondément en colère et se demande comment il pourrait prendre sa revanche sur Chamil. Il prend le parti d'aller voir les Russes et demande une audience auprès du tsar. Le tsar est prêt à lui accorder sa grâce, il doit prendre part aux opérations militaires dans le Caucase. Hadji Murat découvre la vie ostentatoire à la cour de Saint-Pétersbourg et est tiraillé par le commandant du protocole tsariste. Celui-ci a un fils qui ressemble à Jussuff. Au cours d'un ballet de l'école de danse impériale, Hadji Murad fait forte impression avec son costume traditionnel blanc. Murad est soudainement surpris lorsqu'il voit que l'une des danseuses est Saira !
Mais à la Cour, Saira n'est pas aussi libre. Le tsar lui fait part de ses sentiments. Nelidova, la maîtresse secrète du monarque, s'en est bien rendu compte. Elle vient voir Hadji et lui affirme que Saira est en grand danger. Murat court pour être avec elle dans sa chambre, quand vient le tsar qui voulait passer la nuit avec elle. Il frappe à la porte, Murat se colle à elle. Lorsque Nicolas ouvre la porte, Hadji et Saira fuient par surprise. Nelidova croit maintenant qu'elle aura le tsar juste pour elle. Pendant ce temps, Hadji et Saira parviennent à semer la garde.
Saira et Hadji Murad se marient à la première occasion. Cependant, le tsar Nicolas refuse de laisser filer sous son nez le Caucasien et la danseuse. Cela a fait longtemps qu'il a fait savoir au prince Vorontsov que Hadji Murad affrontera Chamil, car Saira est à nouveau entre les mains des Russes et est devenue un gage pour Hadji Murad qui est contraint de prêter loyauté à la Couronne. Mais le Diable blanc ne cède pas et refuse de combattre son peuple. Chamil, quant à lui, décide que dans trois jours il exécutera Jussuff pour expier la trahison de son père. Un ami de Hadji parvient à libérer Saira alors que les Russes célèbrent le samedi pascal. De même, Hadji Murad s'évade. Maintenant il veut se mettre à la tête de son propre peuple pour lutter contre l'esclavage et l'oppression de la Russie.
Quand Chamil veut emmurer vivant le fils de Murad dans une paroi rocheuse, sa nièce Saira se précipite et explique à son oncle que jamais Hadji Murad n'a été un traître. Hadji Murat, Le Diable blanc, se jette dans la mêlée avec les Russes et arrête leur avance vers son village natal. Dans la bataille, un ennemi lui tire dessus et le blesse grièvement. Les partisans de Chamil le récupèrent et le croient mort. Hadji est soulevé par son peuple qui le met sur son cheval blanc et ramené à son village. Il retrouve Jussuff libre et lui présente sa belle-mère Saira. Avant que le Diable blanc meurt, Hadji Murat et Chamil se réconcilient.

## Fiche technique
- Titre : Der weiße Teufel
- Titre français : Le Diable blanc[1]
- Réalisation : Alexandre Volkoff assisté d'Anatole Litvak
- Scénario : Alexandre Volkoff, Michel Linsky
- Musique : Willy Schmidt-Gentner, Marc Roland, Michel Michelet
- Direction artistique : Ivan Lochakoff, Vladimir Meinhardt
- Costume : Boris Bilinsky
- Photographie : Curt Courant, Reimar Kuntze, Nikolaï Toporkoff
- Son : Walter Rühland, Fritz Seidel
- Production : Noé Bloch
- Sociétés de production : UFA
- Société de distribution : UFA
- Pays de production : Allemagne  République de Weimar
- Langue : allemand
- Format : Noir et blanc - 1,20:1 - Mono - 35 mm
- Genre : Drame
- Durée : 110 minutes
- Dates de sortie :
  - Allemagne : 29 janvier 1930.
  - Autriche : 4 février 1930.
  - France: 21 mars 1930[1].
  - Royaume-Uni : 5 septembre 1930 (Londres) et 22 juin 1931.
- Affiches : Jacques Bonneaud, Roland Coudon (France)

## Distribution
- Ivan Mosjoukine : Hadji Murad, le « Diable blanc »
- Betty Amann : Saira
- Fritz Alberti : Le tsar Nicolas Ier
- Alexander Murski : Le prince Vorontsov
- Acho Chakatouny : Chamil
- Kenneth Rive : Jussuff, le fils de Hadji Murad
- Lil Dagover : Nelidova
- George Seroff : Rjabov
- Serge Jaroff : Le chef de la chorale des Cosaques
- Arthur Cavara : Le chanteur
- Harry Hardt : L'adjudant du tsar
- Alexei Bondireff : Le Caucase accompagnant Saira
- Henry Bender (de) : Le laquais de Nelidova
- Hugo Döblin : Le maître de ballet

## Histoire
Der weiße Teufel se situe entre la fin du cinéma muet et l'avènement du cinéma parlant. Bien que certaines scènes comportent des bruits (comme les tirs de fusil et de canon) et de grands moments musicaux (la chorale des Cosaques), le film est en grande partie muet. Les textes des panneaux sont de Fritz Rotter.
Le tournage débute le 25 mai 1929 et finit le 10 août 1929. Les plans extérieurs sont faits dans le sud des Alpes françaises, à Grenoble, à Nice et en Suisse, et à Leningrad, notamment le grand opéra du château et la procession pascale.
À l'exception de Rotter et des ingénieurs du son, les participants du films sont des exilés de la Révolution russe.